# Контражур
Контражур, також контрове світло (фр. Contre-jour - проти денного світла) — освітлення в фотографії і живопису, при якому джерело світла розміщується позаду об'єкта і є дуже сильним або близько розташованим. Таке освітлення створює лінію світлового контуру, що може розширюватися при збільшенні інтенсивності або віддаленні джерела світла від об'єкта. Художники і фотографи використовують підсвічування в тих умовах, коли необхідно передати чіткий контур об'єкта, а не його форму, наприклад, при фотозйомці силуетів. Контрове джерело світла можна використовувати також при стандартній портретній зйомці як додаткове.